# Aeródromo de Samara-Bezymianka

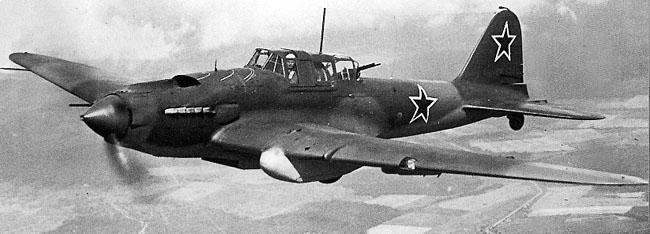
Ilyushin Il-2

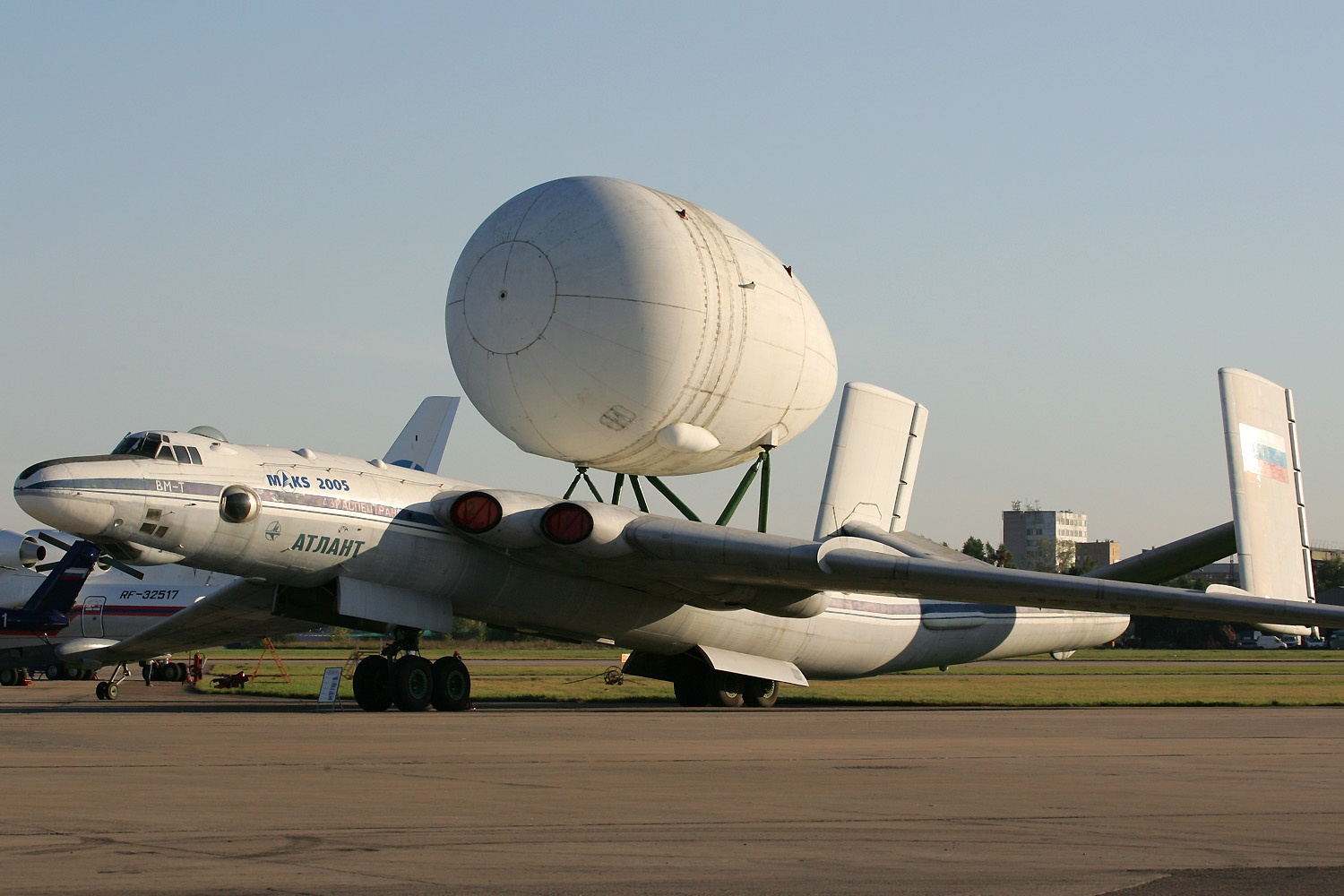
Myasishchev VM-T Atlant

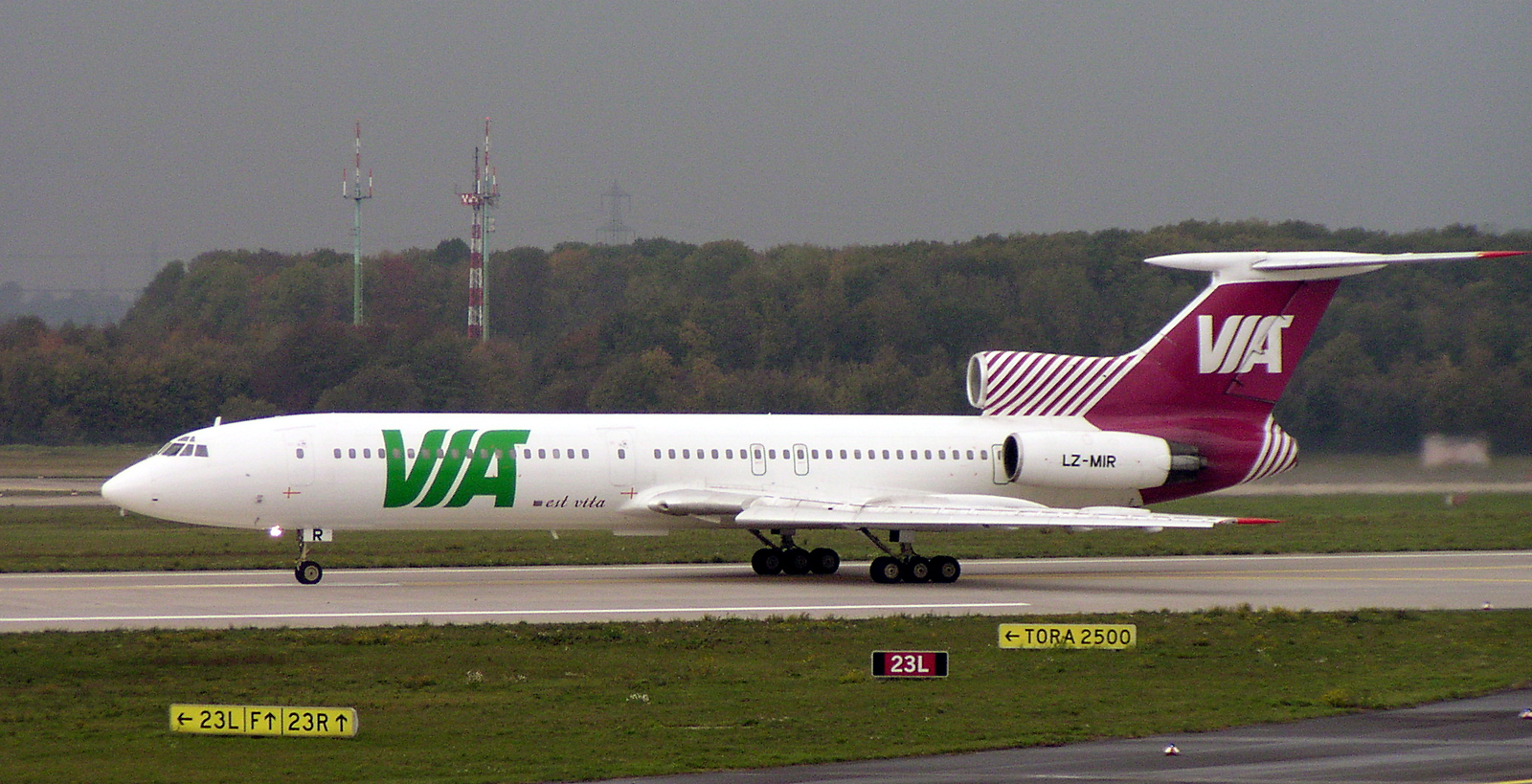
Tupolev Tu-154

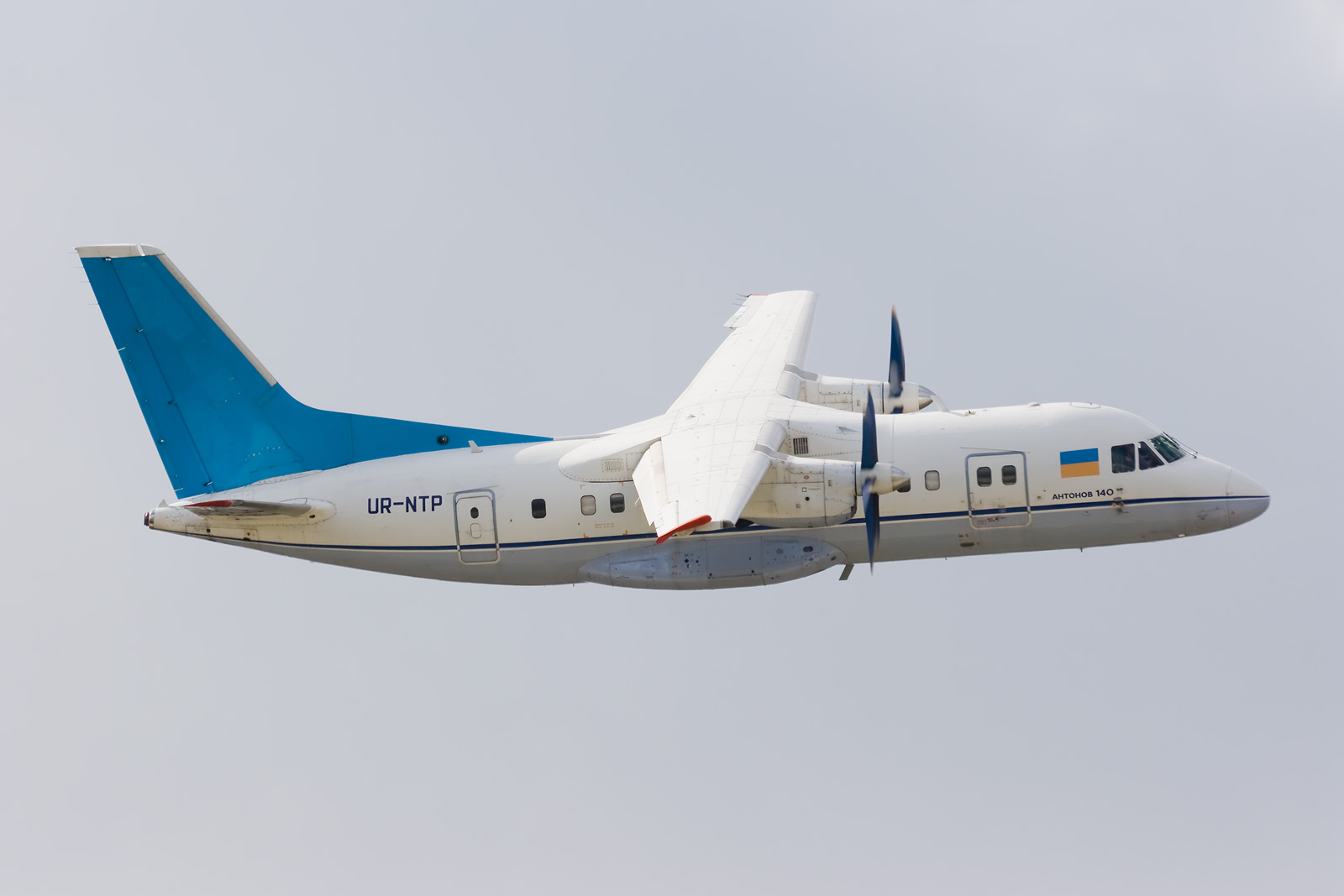
Antonov An-140

El Aeródromo de Samara-Bezymianka (ruso: Аэродром Безымянка; código IATA, ICAO: UWWG) es un aeropuerto civil situado a unos 12 km al este de Samara, en el óblast de Samara, Rusia. 
El espacio aéreo está controlado desde el FIR de Samara-Kurúmoch (ICAO: UWWW).

## Pista
El aeropuerto de Samara-Bezymianka dispone de una pista de asfalto en dirección 02/20 de 2.750x100 m. (9.022x328 pies).

## Historia
Bezymianka es un aeródromo de pruebas de la empresa de aviación Aviakor. Está situado en suburbio oriental de Samara, en Kirovsk, a unos 12 km al este del centro de la ciudad, y a 4 km de la estación ferroviaria Bezymianka, que le da el nombre. Al este del aeródromo se encuentra el aeropuerto Smyshliayevka, al sur los poblados de Tchkalov, Padovka y el río Samara, al norte el poblado Zubchaninovka. En la parte oeste al aeródromo encuentran la fábrica de aviación Aviakor y la empresa de cohetería espacial TsSKB-Progress. Tupolev, de la que Aviakor es propietaria, tiene varios edificios de mantenimiento en el aeródromo.
Tras el comienzo de la Gran Guerra Patria las fábricas de aviación n.º 1 y nº18 de Moscú y Vorónezh fueron evacuadas a Kúibyshev (la actual Samara). En corto plazo de tiempo se empezaron a producir aviones de asalto Ilyushin Il-2. En el invierno de 1941-1942 los aviones se enviaban al frente en ferrocarril, desmontados. Poco tiempo después empezó la construcción del aeródromo.
En 1942 fue inaugurado tras la construcción de dos pistas de aterrizaje con orientaciones 02/20 y 07/25, ambas con unas dimensiones de 800x70 m, que junto a las plataformas daban al aeródromo forma de triángulo (reconocible en las fotografías de satélite).
Durante la segunda mitad del siglo XX se probaban gran cantidad de aviones Antonov e Ilyushin, producidos en las fábricas instaladas.
Desde 1958 la fábrica n.º 1 fue reorientada para la producción de cohetes espaciales y satélites artificiales y desde el aeródromo de Bezymianka empezaron a partir vuelos especiales de transporte a los cosmódromos de Baikonur y Plesetsk. Estos vuelos siguen a día de hoy.
Se da la circunstancia de que el 12 de abril de 1961, después su histórico vuelo al espacio, llegó a Bezymyanka procedente de Enguels el primer cosmonauta, Yury Alekseevich Gagarin.
En 1980 el aeródromo se utilizaba para el envío de bloques del cohete portador "Energía" al cosmódromo de Baikonur en el avión de transporte especial Myasishchev VM-T. Este tipo de trabajos hizo necesaria la reconstrucción del aeródromo, lo que incluyó un alargamiento de la pista hasta los 3.600 metros.
En la actualidad en el aeródromo se basan:
- Planta de pruebas de la fábrica Aviakor (que pasa las pruebas de los aviones Tupolev Tu-154M y Antonov An-140 producidos por la fábrica).
- Compañía aérea de la empresa el TsSKB-Progress, que tiene sus propias aeronaves (dos Antonov An-24, Antonov An-26, Antonov An-72, Tupolev Tu-134A). Antes del comienzo de 1990 el grupo de vuelo de la empresa incluía también los aviones Antonov An-12, Ilyushin Il-14 y Ilyushin Il-76.

Desde el año 2000 se están buscando inversores para la construcción de terminales de carga y proceder a la transformación del aeródromo en un aeropuerto internacional de carga. A diferencia del aeropuerto de Kurúmoch, situado a 35 km de Samara, Bezymyanka linda directamente con la zona industrial de la ciudad y dispone de buenas vías de ocmunicación (por carretera y ferrocarril).